# Antihuala
La localidad de Antihuala (del mapudungún: antü, 'Sol', y wala, nombre de una ave acuática) pertenece a la comuna de Los Álamos, Provincia de Arauco,  Región del Biobío (Chile). En sus inicios, el lugar se denominaba Antiguala —posteriormente la "g" fue reemplazada por la "h"—. Su nombre procede del mapudungun antü: sol; wala: ave acuática; por tanto, Antihuala quiere decir "ave acuática asoleada".

## Localización y accesos
Se ubica 10 km al sudeste de la capital comunal Los Álamos junto a la Ruta P-60R, al norte de Cañete, 120 kilómetros al sur de Concepción.

### Coordenadas
- Latitud 37° 40´ 17.75" S
- Longitud: 73° 23' 18.47" O
- Altitud: 143 m s. n. m.

## Historia
El 5 de febrero de 1558 tuvo lugar en la zona la Batalla de Antihuala. Caupolicán, jefe principal de Pilmaiquén, intentó fallidamente atacar el Fuerte Tucapel, siendo perseguido por fuerzas españolas a cargo de Pedro de Avendaño y Velasco. En unas quebradas cercanas, el gran toqui, fue apresado junto a otros indígenas y entregado al jefe de plaza de Cañete, don Alonso de Reynoso, quien posteriormente lo condenó a morir empalado.

### Fundación
El pueblo se fundó al crearse la estación de ferrocarriles Antihuala, en el año 1923, tomando el nombre de la laguna que rodea al pueblo. Posteriormente, la instalación de la planta maderera BIMA (Bosques e Industrias Madereras Antihuala), que funcionó entre los años 1949 y 1967, le dio un gran impulso. En la actualidad, la mayoría de los jefes de hogar, son trabajadores forestales, quedando solo una pequeña industria que elabora madera.

### Actualidad
Hoy, constituye junto a la población Temuco Chico y La Araucana un solo centro conurbanado, que cuenta con los servicios básicos, escuelas, cuartel de bomberos, retén de carabineros y posta de primeros auxilios. Según el censo de abril de 2002, cuenta con una población de 3.322 habitantes.

### Fiesta típica
En la tercera semana de enero de cada año se realiza la Fiesta Huasa organizada por el Club de Huasos Antihuala. El año 2014, se realiza la iV versión con gastronomía criolla, artesanos, juegos ecuestres, carreras a la chilena, rodeos, peña folclórica y destacados artistas.

### Artista destacado
Julio Escámez Carrasco: pintor, grabador y muralista chileno.